# Joseph Franz Strachota
Joseph Franz Strachota (Vienna, 1910 o 1911 – 1995) è stato un pittore e artista austriaco.

## Biografia
Joseph Franz Strachota è nato in Austria nel 1910 o 1911 (nel 1915, secondo la monografia Josef Franz Strachota), addirittura nel 1917 secondo l’archivio della Quadriennale. Sono da ritenere più attendibili le prime due date poiché se fosse nato realmente nel 1915 avrebbe avuto appena quindici anni di età quando tenne la prima mostra personale nel 1930, nella capitale austriaca, cui ne seguì una seconda. Artista schivo e solitario, pur nel quadro della pittura napoletana, si aprì all’ambiente artistico romano scelto come luogo di adozione. Ebbe lo studio in via Margutta, la storica strada della Roma degli artisti.
Partecipò alla Mostra di pittori e scultori del gruppo sindacale aderente alla UIL di Roma presso la Galleria "Il Camino" di Roma nel 1953 insieme a Monachesi, Quaglia, Tato, Miele, Assenza, Martini, Scordia, Cesetti, Vuattolo, Sarra, Cesarini, Colusso, Railla, Gubellini, Parisella, Rubino, Sangillo, Sinibaldi, Urbani. 
Partecipò alla prima Mostra del Sindacato provinciale romano aderente alla Federazione Nazionale Artisti di Roma del 1953 tenutasi presso le sale dell'Associazione Artistica Internazionale in via Margutta 54 a Roma: con lui esposero, altri artisti tra cui: Eliano Fantuzzi, Renato Guttuso, Antonio Vangelli, Francesco Trombadori, Mario Mafai, Carlo Levi, Giovanni Omiccioli, Pietro Cascella, Corrado Cagli, Vito Apuleio, Ugo Attardi, Giuseppe Canizzaro, Giuseppe Capogrossi, Umberto Clementi, Pietro Consagra, Liliana Criscuolo, Lina Fenoglio, Angelo Fois, Vittorio Parisi, Ottavio Pinna, Domenico Purificato, Antonietta Raphaël, Carmelo Savelli, Francesco Trombadori, Giulio Turcato, Filiberto Sbardella.
Eseguì su commissione un mosaico sulla facciata della chiesa parrocchiale intitolata a San Pio V in Roma, compiuta nel 1954. L'opera rappresenta la Madonna del Riposo nel centro e, a sinistra a mezzo busto, il papa in mozzetta e camauro rossi con le mani giunte e il rosario. A destra un guerriero crociato; sullo sfondo la battaglia di Lepanto.
Nel 1960 fu invitato all'“11ª edizione del premio Avezzano-rassegna nazionale delle Arti Figurative” ad Avezzano (AQ), insieme a Remo Brindisi, Stefano Cavallo, G. Ceracchini, Vincenzo Ciardo, Eliano Fantuzzi, Carlo Levi, Giovanni Omiccioli, Michele Rosa, Francesco Trombadori, Antonio Vangelli ed altri.
Vinse il secondo premio ex aequo di lire 50.000 alla III edizione del Premio Nazionale " Carlo Della Penna" tenutosi a Vasto dal 25 giugno, 31 agosto 1961, organizzato dall’Istituto “Carlo Della Penna” e l’anno successivo partecipò con due opere alla IV rassegna di arti figurative di Roma e del Lazio presso il Palazzo delle Esposizioni a Roma.

Espose alla 7ª Biennale Nazionale d'Arte Sacra Contemporanea - Premio Federico Motta Editore presso l’Antoniano di via Guinizelli n. 3 a Bologna dal 5 al 27 novembre 1966 e dopo col seguente calendario: a Milano dal 5 al 27 dicembre 1967; a Roma dal 5 al 27 gennaio 1967. La rassegna ospitò anche altri pittori tra cui: Michele Attanasio, Nevio Bedeschi, Luciano Bertacchini, Carlo Bonacina, Remo Brindisi, Domenico Cantatore, Gisberto Ceracchini, Nereo Costantini, Nazzareno Cugurra, Arsenio De Bortoli, Agenore Fabbri, Luigi Filocamo, Salvatore Fiume, Emilio Greco, Umberto Lilloni, Carlo Mandelli, Giacomo Manzù, Adriano Pavan, Paolo Pennisi, Aligi Sassu, Sergio Saviotti, Orfeo Tamburi.
Ha esposto dal 18 marzo al 1º aprile 1966 alla galleria V.E. Barbaroux in via S. Spirito, 10 di Milano alla “3ª mostra milanese del gruppo internazionale dei tavolettisti”, insieme ad altri artisti tra cui: Giacomo Balla, Gino Calderari, Amelia Cugini Tumiotto, Giorgio De Chirico, Mino Maccari, Sante Monachesi, Giovanni Omiccioli, Mario Sironi, Arturo Tosi, Francesco Trombadori.
In data 12 agosto 1969 la Commissione Giudicatrice della IV Biennale d'Arte di Montefiascone gli conferì il 1º Premio Medaglia d'oro per la sezione “Quadri a Studio”.
Ha partecipato anche alla X Quadriennale, precisamente alla quinta mostra: "Artisti stranieri operanti in Italia", tenuta al Palazzo delle Esposizioni "dal 9 giugno al 10 luglio 1977". Fu la prima volta che l’istituzione si aprì agli artisti stranieri. La mostra presentò una panoramica di 150 artisti e, tra i più noti, erano presenti Balthus, Matta, Moore, Sutherland.
Presso il Museo di Roma è esposto il dipinto (inv. 45607) ad olio su tela del 1938 dal titolo “resti di un antico monumento presso l’Orto Botanico”.
"Nonostante le mille disavventure della sua vita, non ha mai rinunziato al suo ideale, cioè quello di fare della pittura, senza aderire a cenacoli o movimenti e senza indulgere mai ai gusti piuttosto equivoci di certo pubblico borghese".